# Tadeusz Dyr
Tadeusz Dyr (ur. 11 listopada 1964 w Miliczu, zm. 14 października 2019 w Radomiu) – polski ekonomista, profesor doktor habilitowany nauk ekonomicznych.

## Życiorys
Syn Bogusława i Józefy. Ukończył studia Wydziału Transportu Politechniki Radomskiej im. Kazimierza Pułaskiego w Radomiu, obecnie Uniwersytetu Technologiczno-Humanistycznego im. Kazimierza Pułaskiego w Radomiu. Od 1988 był pracownikiem naukowo-dydaktycznym Uniwersytetu Technologiczno-Humanistycznego im. Kazimierza Pułaskiego w Radomiu. W 1995 uzyskał tytuł naukowy doktora na Wydziale Ekonomii Uniwersytetu Ekonomicznego w Katowicach, a w 2000 został doktorem habilitowanym nauk ekonomicznych w dyscyplinie ekonomia.
Od 2010 objął stanowisko Kierownika Zakładu Ekonomiki Przedsiębiorstwa. Od 1 stycznia 2011 roku pełnił funkcję Kierownika Katedry Rozwoju Regionalnego i Metod Ilościowych, w 2014 został kierownikiem Katedry Ekonomii. Tadeusz Dyr piastował funkcję prodziekana ds. Nauki na oraz kierownikiem Studiów Doktoranckich na Wydziale Nauk Ekonomicznych i Prawnych (obecnie Wydział Ekonomii i Finansów).
Pochowany na cmentarzu komunalnym na Firleju w Radomiu.

## Dorobek naukowy
Wśród licznych prac naukowych opublikował w ponad 200 oryginalnych prac twórczych, w tym 4 monografie i 3 podręczniki akademickie. Tadeusz Dyr był współautorem rozdziałów w monografiach oraz artykułach recenzowanych w czasopismach naukowych, branżowych i materiałach konferencyjnych. Był autorem lub współautorem ponad 70 opracowań, które są wykorzystane w praktyce gospodarczej. Prowadził badania naukowe i badawcze dotyczące problematyki efektywności i finansowania inwestycji, a także przekształceń własnościowych i strukturalnych, a także strategii rozwoju przedsiębiorstw i konkurencyjność regionów. 
W 2014 roku został laureatem konkursu „Leonardo” za najlepszą monografię dotyczącą innowacji ekonomicznych w transporcie.
W 2005 otrzymał Srebrny Krzyż Zasługi.